# App Store
App Store (auch Appstore oder App-Store geschrieben; aus der englischen Kurzform für application [= „Anwendungssoftware“] und store [= „Geschäft“]) ist die Bezeichnung für eine Internet-basierte digitale Vertriebsplattform für Anwendungssoftware. Die Software stammt entweder vom Betreiber der Plattform selbst, meist aber von Drittanbietern, wie etwa freien Softwareentwicklern und Softwareunternehmen. Der Dienst ermöglicht es Benutzern, Software für Mobilgeräte, wie Smartphones und Tablets, bei manchen Angeboten auch für andere Geräte, wie zum Beispiel Personal Computer, aus einem Katalog herauszusuchen und herunterzuladen.

## Geschichte
Apple war 2008 der erste Hersteller, der nach der Einführung von iPhone OS 2.0 mit großem Markterfolg eine Online-Verkaufsplattform namens App Store für Anwendungsprogramme betrieb. Bei diesem konnte man sich mit der Apple-ID des iTunes Stores anmelden, Apps konnten direkt auf dem iPhone und iPod touch oder in iTunes auf dem Mac/PC gekauft und geladen werden. Zuvor war bereits durch ein Update der iTunes Music Store als eigenständiges Programm auf das iPhone und den iPod touch gekommen, mit welchem online Musik aus dem iTunes Store gekauft werden konnte.
Mit der Einführung von Android und der Umbenennung von Windows Mobile in Windows Phone stieg auch die Bedeutsamkeit von deren Vertriebsplattformen. Der ursprünglich nur mit Apple verbundene Begriff App Store wurde damit tendenziell zum Gattungsbegriff, was jedoch noch rechtlich umstritten ist. So wurde Amazon von Apple in den USA verklagt, weil es sein Angebot Amazon Appstore nennt.
Laut einer Studie des Marktforschungsinstituts Adjust stellt die stetig wachsende Anzahl an „Zombies“, das heißt Apps, welche von Nutzern nur per direkter Suche gefunden werden können (also in keiner Topliste auftauchen), in App Stores ein größer werdendes Problem dar. Entwickler versuchen, diesem Problem durch App-Store-Optimierungen entgegenzuwirken.

## Funktionen
Auf das Angebot kann üblicherweise über eine eigene App-Store-Software auf einem Mobilgerät oder über eine Website zugegriffen werden.
Über eine Suche, Vorschläge, Topcharts oder eine Auswahl von Kategorien können Apps gefunden werden. Die Apps werden in dem App-Marktplatz mit Screenshot und einer Beschreibung dargestellt. Für eine bessere Einschätzung kann ein App-Marktplatz die Möglichkeit anbieten, die Apps zu bewerten und Nutzerkommentare zu hinterlassen. Nach dem Herunterladen hält der App Store die Apps auf dem jeweiligen Gerät des Kunden per (halb-)automatischer Aktualisierungsfunktion auf dem neuesten Stand.

## Entwickler
Neben der Benutzeroberfläche für Kunden gibt es auch eine für Anbieter. Über diese hat der Anbieter unter anderem die Möglichkeit, seine App hochzuladen, Bilder und eine Beschreibung zu hinterlegen. Er kann die Bezahloptionen bearbeiten und erhält in der Regel eine Statistik, wie häufig die App heruntergeladen wurde. Der Betreiber des App-Marktplatzes regelt auch die Bezahlung der Apps und die Weiterleitung des Geldes an den jeweiligen Anbieter. Dabei erhält der Betreiber eine anteilige Provision, die häufig um die 30 Prozent des Verkaufspreises beträgt.

## Vertriebsplattformen (Auswahl)
Die Hersteller von mobilen Betriebssystemen, wie Apple, Google und Huawei, bieten für ihre Plattform jeweils einen App-Store an. Es gibt auch herstellerunabhängige App-Stores, wie z. B. den Amazon Appstore oder den Freie-Software-Store F-Droid.

### Google Play Store

Logo von Google Play

Der Google Play Store (eigentlich nur kurz „Google Play“) ist der „native“ App-Anbieter für Android-basierte Geräte und mit über 3,5 Millionen Apps (Stand: Oktober 2023) der größte App-Store. Er wurde von Google im Oktober 2008 vorgestellt. Im August 2014 zählte die Plattform etwa 1,3 Millionen Apps. Im April 2016 waren über 2 Millionen Apps auf der Plattform verfügbar.

### App Store (Apple)
Der App Store von Apple war der erste Vertriebskanal für Mobile Apps und wurde am 10. Juli 2008 eingeführt. Mit über 1,6 Millionen Apps (Stand: Oktober 2023) ist er der zweitgrößte App-Store (der jedoch nur für Apple-Geräte nutzbar ist). Die Plattform hatte mit Stand Juni 2014 insgesamt 1,2 Millionen Apps und zählte 75 Milliarden Downloads. Im Juli 2015 waren es 1,5 Millionen Apps.

App-Store-Logo von Apple

2010 folgte der Mac App Store für Apple-Computer mit macOS.

### Amazon Appstore
Der Amazon Appstore ist eine alternative Plattform für Android-Apps. Er wurde im März 2011 mit 3.800 Apps eingeführt, baute sein Angebot bis 2014 auf 240.000 Apps aus und hatte Ende 2022 knapp 500.000 Apps. Seit Juni 2013 konnten auch Blackberry-Geräte Apps über Amazon beziehen. Der Amazon Appstore ist der einzige Vertriebskanal für die firmeneigenen Fire Tablets.

### Andere App-Stores
- Huawei AppGallery ist der App-Store von Huawei. Seit 2019 wird im Zuge amerikanischer Sanktionen Google-Software, inklusive von PlayStore, nicht mehr an das chinesische Unternehmen lizenziert. Seit 2021 werden Huawei-Geräte daher nur noch mit AppGallery und in China nur noch mit dem Huawei-Betriebssystem HarmonyOS ausgeliefert.[15] In wenigen Jahren hat sich deshalb der App-Store mit über 220.000 Apps und 580 Millionen Nutzern[16] zum weltweit viertgrößten App-Store entwickelt.
- F-Droid ist ein seit 2010 verfügbarer alternativer App-Store für Android-Apps, der ausschließlich freie Software anbietet.
- Die Plattform Samsung Galaxy Store wurde im September 2009 unter dem Namen „Samsung Apps“ vorgestellt.[17] Sie bietet Apps für Android und Bada.
- APKPure ist ein seit 2014 verfügbarer alternativer App Store für Android-Apps, der den direkten Download von .apk-Paketen der Apps und ihrer alten Versionen anbietet.[18]
- Der MultiTouch Appstore wurde von eyefactive im Jahr 2014 in Verbindung mit dem AppSuite CMS als weltweit erster, Appstore für professionelle Touchscreens auf Windows-basierten Systemen eingeführt.[19][20]
- RuStore ist ein russischer App-Store von VK. Es ist alternativer App-Marketplace für Android-Nutzer. Dieser Dienst wurde aufgrund des Rückzugs des Google Play Store[21] aus Russland geschaffen.

### Eingestellte App-Stores
- Der Windows Phone Store wurde von Microsoft für die Windows Phones im Oktober 2010 eingeführt. Im November 2014 zählte der Anbieter etwa 300.000 verfügbare Apps.[22] Mit der Einführung von Windows 10 werden der Windows Store und der Windows Phone Store zusammengeführt.[23]
- Blackberry World war der App Store für Blackberry-10- und Blackberry-OS-Geräte. Er eröffnete im April 2009 mit dem Namen „Blackberry App World“. 2013 waren auf der Plattform 120.000 Apps verfügbar.[24] Benutzer von Blackberry 10 konnten auch Android-Apps ausführen.[25]
- Der Nokia Store war ein im Mai 2009 international eingeführter App Store für Nokia-Geräte. Nachdem erst nur die Entwicklung neuer Apps eingestellt wurde, hat Microsoft nach der Übernahme von Nokia den Dienst komplett eingestellt.[26][27] Die App leitet jetzt auf den „Opera Mobile Store“ weiter. Zeitweise hatte der Dienst über 115.000 Apps im Angebot.